# Aleksandr Zubkov
Aleksandr Zubkov (n. 10 august 1974, Bratsk, RSFS Rusă, URSS) este un bober ce a reprezentat Rusia, medaliat olimpic. A participat la 5 ediții ale Jocurilor Olimpice (1998, 2002, 2006, 2010, 2014) în care a câștigat două medalii de aur, o medalie de argint și o medalie de bronz.